# Nevow
Nevow (чита се као француска реч nouveau) је Пајтон фрејмворк веб апликација оригинално написана од стране компаније Divmod. Супституција шаблона је достигнута преко малог језика таг атрибута, која је обично уграђена на XML шаблоне, али постоји и чист Пајтон језик специфичног за домене назван Stan, за изражавање овог означавања програмски. Nevow се интегрише добро са Twisted, фрејмворк за програмирање базираног на дешавањима.
Nevow је имао 960 тестирања јединица од јуна 2008, и избачен је на неколико популарних веб сајтова, а највише примећеног на званичној Пајтон страници.
Од средине 2010, Divmod је банкротирао, чинећи сав развојни рад од Nevow-а да стане, и током 2011. његова званична страница више није могла бити приступана. Постоји пројекат на Launchpad, који садржи изворни код од Divmod-а укључујући изворни код Nevow пројекта.

## Athena
Athena је компонента Nevow-а која има асинхронизациону комуникацију у оба смера између Пајтона и делова Javascript веб апликације у облику даљинског позивања процедура. Ова техника је типично названа Ajax или Comet, али Nevow-е имплементације претходе оба ова наслова. Athena такође укључује наслеђивачки базирано Javascript објектно-оријентисано програмирање, која формира основу апстракције додатка са стране корисника, модуларно програмирање и алату за тестирање јединица у оквиру претраживача.